# Lewisuchus
Lewisuchus – rodzaj dinozauromorfa żyjącego w późnym triasie (wczesny karnik) na obecnych terenach Ameryki Południowej. Być może należy do grupy Silesauridae.

## Historia odkryć
Lewisuchus został opisany w 1972 roku przez Alfreda Romera w oparciu o skamieniałości jednego osobnika obejmujące szczątki czaszki, żuchwy oraz przednią część szkieletu pozaczaszkowego – kość łopatkowo-kruczą oraz kilka kości kończyn przednich. Bittencourt i in. (2014) stwierdzili jednak, że żuchwa i kości stopy należą raczej do przedstawicieli Proterochampsia niż Lewisuchus. W konkrecji wraz ze skamieniałościami Lewisuchus odkryto również szczątki mniejszego archozaura oraz synapsyda.
Nazwa rodzajowa Lewisuchus honoruje Alfreda D. Lewisa, który odkrył skamieniałości podczas preparacji zawierających je osadów, zaś gatunkowa gatunku typowego, admixtus, odnosi się do wymieszania szczątków w konkrecji.

## Budowa i systematyka
Kręgi szyjne Lewisuchus były wydłużone, a żebra niewyspecjalizowane. Budowa kości szczękowej sugeruje wydłużenie pyska. Ze względu na niekompletność szczątków Romer nie przedstawił jednak rekonstrukcji całego zwierzęcia. Paleontolog uznał Lewisuchus za stosunkowo prymitywnego przedstawiciela grupy Pseudosuchia (w ówczesnym rozumieniu). Spekulował, że mógł on być przedstawicielem linii ewolucyjnej prowadzącej do celurozaurów, jednak stwierdził, że najlepiej jest określić Lewisuchus jako Pseudosuchia incertae sedis. W późniejszych latach teorię o pochodzeniu dinozaurów od przedstawicieli Pseudosuchia wykluczono, jednak niektóre badania wspierały hipotezę o przynależności rodzaju Lewisuchus do Pseudosuchia (przez niektórych naukowców określanej Crurotarsi). Analiza kladystyczna przeprowadzona w 1993 roku przez J. Michaela Parrisha zasugerowała, że Lewisuchus, podobnie jak turfanozuch i Prestosuchidae, jest bazalnym przedstawicielem Suchia – grupy archozaurów należącej do Crurotarsi. W 1987 roku Andrea Arcucci opisała pseudolagozucha – bazalnego dinozauromorfa, którego szczątki odkryto w osadach z tego samego wieku i lokalizacji. W 1997 roku zasugerowała, że Lewisuchus i Pseudolagosuchus mogą być synonimami. U obu tych taksonów występują apomorfie obecne również u silezaura i spokrewnionych z nim dinozauromorfów. Analiza kladystyczna przeprowadzona przez Sterlinga Nesbitta i współpracowników (2010) sugeruje, że Lewisuchus i pseudolagozuch to bazalne silezaurydy. Najbardziej parsymoniczne drzewa różnią się jedynie pozycją tych dwóch rodzajów – w niektórych najbardziej bazalny jest pseudolagozuch, w innych Lewisuchus. Według analizy przeprowadzonej przez Bittencourta i in. (2014) Lewisuchus nie należy jednak do Silesauridae, lecz jest taksonem siostrzanym do kladu obejmującego Silesauridae i dinozaury. Nesbitt i in. (2010) przypuszczają, że zarówno Lewisuchus, jak i Pseudolagosuchus to w rzeczywistości ten sam takson, jednak nie formalizują ich synonimiczności ze względu na brak pokrywającego się materiału kopalnego tych rodzajów, z wyjątkiem kości piszczelowych, w których nie występują jednak żadne autapomorfie lub wyjątkowe kombinacje cech. Piszczel holotypu pseudolagozucha jest o około 20% większa od piszczeli Lewisuchus, choć pozostałe kości piszczelowe tego rodzaju mają mniejsze rozmiary. Nie można jednak na tej podstawie stwierdzić, czy taksony te są lub nie są synonimiczne. Jeśli przyszłe odkrycia potwierdziłyby synonimiczność Lewisuchus i pseudolagozucha, pierwszeństwo miałaby nazwa Lewisuchus.